# Museu de Arte Contemporânea da Universidade de São Paulo
O Museu de Arte Contemporânea da Universidade de São Paulo (MAC/USP) é uma instituição ligada ao ensino, à pesquisa e à extensão universitária, voltado à produção artística nacional e estrangeira.
O museu está localizado instalado na Avenida Pedro Álvares Cabral, 1301 no Ibirapuera em um complexo arquitetônico criado nos anos 1950 pelo arquiteto Oscar Niemeyer e equipe, além de seu espaço histórico no Pavilhão Ciccillo Matarazzo, constitui um importante centro de pesquisa e de formação educacional.
O MAC possui a mais importante coleção da América Latina especializada na produção ocidental do século XX. Conta com cerca de 10 mil obras - entre óleos, desenhos, gravuras, esculturas, objetos e trabalhos conceituais - consistindo em um grande patrimônio cultural com decorrências nacionais e internacionais.

## História

### Antecedentes
A criação do Museu de Arte Contemporânea da USP encontra-se ligada à história da primeira coleção especializada em arte moderna da América Latina, a do Museu de Arte Moderna de São Paulo, e, por conseguinte, à instituição da Bienal Internacional de Arte de São Paulo. Fundado em 1948 por Francisco Matarazzo Sobrinho, o Ciccillo Matarazzo, o Museu de Arte Moderna de São Paulo surge em um contexto de expansão industrial e de acelerado processo de metropolização. Nesse cenário, o mecenato privado – sobretudo o de Ciccillo e de Assis Chateaubriand (fundador do Museu de Arte de São Paulo) – cumpre papel decisivo na criação de diversas instituições culturais do período. No campo das artes visuais, o MAM/SP e a Bienal expressam a atenção despertada pelas novas tendências construtivas na arte.
Reivindicação antiga de artistas e intelectuais, como Mário de Andrade e Sérgio Milliet, o projeto de um museu dedicado à Arte Moderna no Brasil tem por modelo o Museum of Modern Art (MoMA) de Nova Iorque (1929) e sua tentativa de articulação das diferentes artes: cinema, teatro e artes visuais. Com o apoio de Nelson Rockfeller (responsável por uma importante doação de obras feita ao MAM/SP em 1949), Carlos Pinto Alves e Alberto Magnelli, Ciccillo consegue ampliar a coleção, contando para isso com o auxílio técnico do crítico belga Leon Dégand, primeiro diretor da instituição. A criação da Bienal Internacional de São Paulo cumpre importante papel na ampliação do acervo: as obras premiadas nas mostras internacionais realizadas a partir de 1951 são incorporadas à coleção do museu, até 1962, quando ocorre a separação jurídica entre as instituições.
Os sucessivos conflitos entre a diretoria - ávida por autonomia - e Ciccillo, além da excessiva ligação do museu à Bienal (que fez dele quase um apêndice desta), levaram o empresário a decidir unilateralmente pela extinção do MAM, em 1962, e a efetivar a doação de seu acervo à Universidade de São Paulo no ano seguinte. Amigo do reitor da universidade, Ulhôa Cintra, Ciccillo havia recebido deste a promessa de que o acervo ganharia uma sede própria no campus da Cidade Universitária. Os membros do conselho recorreram judicialmente da decisão de Ciccillo e tentaram recuperar, em vão, o patrimônio da instituição. Conseguiram, no entanto, reaver a personalidade jurídica do MAM/SP. Passam a organizar exposições pela cidade até que, em 1969, o museu retoma suas atividades regulares em sua nova sede, na marquise do Parque do Ibirapuera.

### Histórico

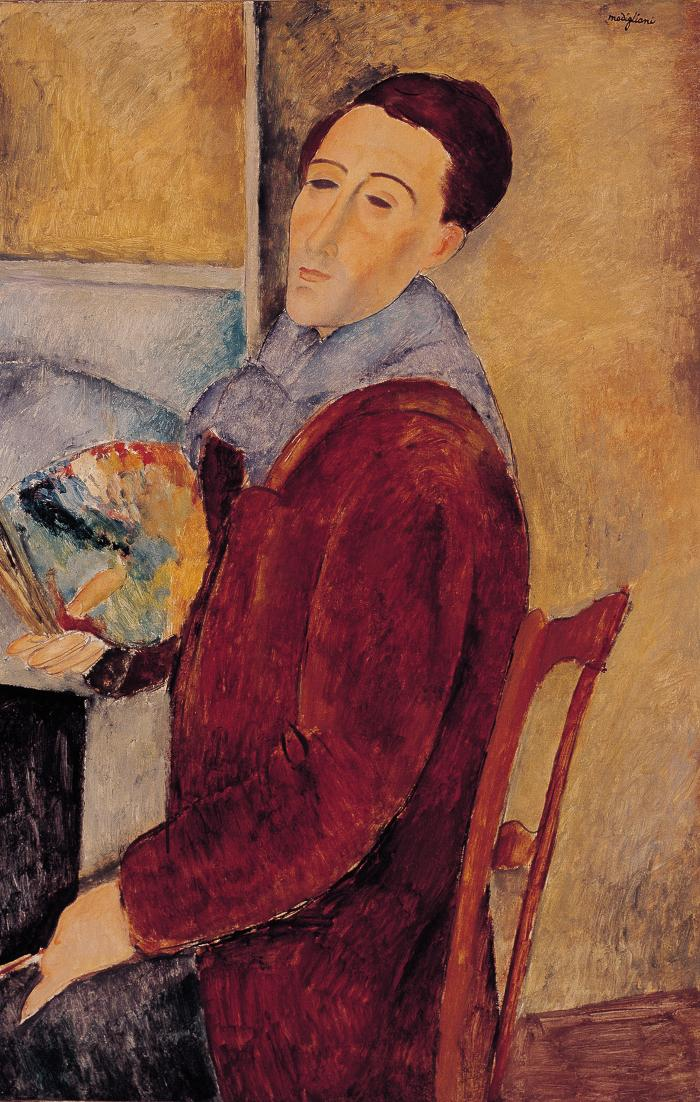
Amedeo Modigliani (italiano, 1884-1920). Auto-Retrato, 1919. Óleo sobre tela, 100 x 64,5 cm.

O Museu de Arte Contemporânea da Universidade de São Paulo é instituído em 8 de abril de 1963. Além das obras transferidas do Museu de Arte Moderna de São Paulo, somam-se ao seu acervo as obras advindas das coleções particulares de Ciccillo Matarazzo e de sua esposa, Yolanda Penteado, bem como a doação de obras internacionais realizada pela Fundação Nelson Rockefeller e os Prêmios das Bienais Internacionais de São Paulo. Concomitantemente, parte do antigo museu e de sua história migra para a universidade, o que confere a ele feições particulares associadas ao caráter da instituição que o acolhe. Entre outras coisas, observa-se o destaque, a partir de então, ao caráter educacional e formador do MAC, dirigido por professores universitários.
Posteriormente, juntam-se ao núcleo primário o espólio de Yolanda Mohalyi (com 26 obras da artista) e a coleção Theon Spanudis (364 obras, entre as quais um grande número de trabalhos construtivos posteriores à década de 1960). Em sua fase inicial, o museu funciona no terceiro andar do Pavilhão Ciccillo Matarazzo, no Parque do Ibirapuera, onde são realizadas as Bienais.
A herança das obras-primas amealhadas pelo MAM/SP fez com que o novo museu logo ganhasse destaque na América Latina e espaço nas discussões sobre os rumos das artes no século XX. Walter Zanini, primeiro diretor do MAC, assumiu pouco antes do golpe militar de 1964. Em tempos de intensa repressão política, Zanini foi o responsável por fazer do MAC um fórum do pensar e do fazer artísticos. Vários trabalhos expostos no museu refletiam a presença militar no cotidiano, ocasionando ameaças freqüentes dos órgãos repressores institucionais. As administrações posteriores de Wolfgang Pfeifer (1978-1982), Aracy Amaral (1982-1986) e Ana Mae Barbosa (1986-1990) foram de grande importância na definição dos novos rumos da instituição.
Investido das atribuições recorrentes ao fato de se posicionar como um museu da arte do nosso tempo, o MAC serviu de laboratório à primeira experiência museológica brasileira voltada à produção contemporânea. Ela se afirmou em meados dos anos de 1960, no exato momento em que se projetava internacionalmente a discussão sobre mudanças que estavam ocorrendo na arte, ocasião em que se discutia a re-conceituação dos seus paradigmas.[carece de fontes?]
O MAC USP projetava já nesse momento, ações e exposições que mostravam a arte contemporânea ao público. A incorporação de obras fundamentadas na experimentação de novas linguagens e no uso de novos meios foi a base do crescimento do acervo, nas décadas posteriores à sua fundação. A contemporaneidade será a marca principal das décadas de 70 a 90, quando as doações de obras realizadas pelos próprios artistas colocaram-se como fator principal para a atualização e ampliação qualitativa do acervo do museu.[carece de fontes?]
O ano de 1985 marca o começo da construção da sede definitiva do MAC, na Cidade Universitária. O projeto original foi elaborado pelos arquitetos Paulo Mendes da Rocha e Jorge Wilheim em 1975, mas com o início dos trabalhos, foram descobertas limitações técnicas que impossibilitaram a continuação da obra, fazendo com que a direção do museu optasse por um segundo projeto, inaugurado em 1992. A partir de 1999, por iniciativa de seu diretor Teixeira Coelho, a sede do museu no campus passou por ampla reforma que a dotou de aprimoramentos tecnológicos atualizados e importantes, uma nova distribuição do espaço expositivo interior, uma nova fachada e aspecto exterior e um novo jardim de esculturas no qual se sobressaía uma obra de Tomie Ohtake; a sede-campus, inteiramente reformada, foi reinaugurada em 2000.[carece de fontes?]
A condição de museu universitário confere ao MAC/USP características diferenciadas em relação às instituições congêneres. O museu conta com um corpo permanente de docentes e pesquisadores que desenvolvem pesquisas científicas nas diversas áreas de atuação do museu, resultando em amplo acervo de publicações e expertises. Também oferece cursos de extensão universitária, de graduação e de pós-graduação aos estudantes da USP, de instituições conveniadas e à comunidade em geral.[carece de fontes?]

## A coleção

### Caracterização do acervo

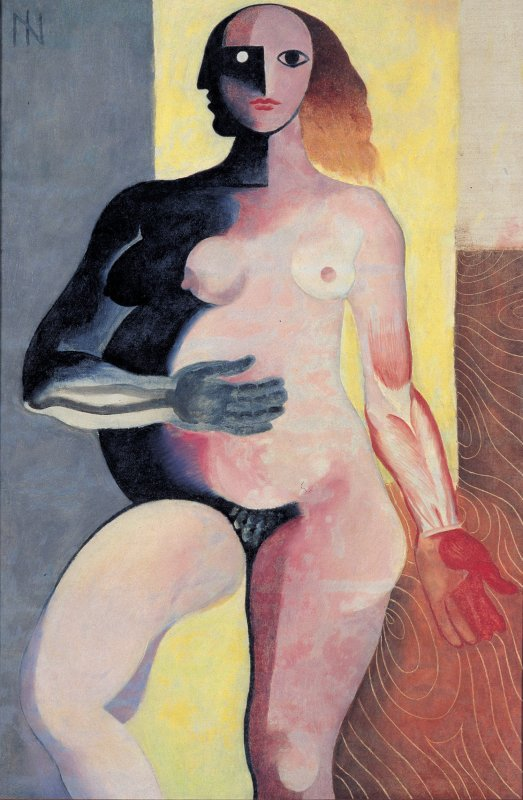
Ismael Nery (brasileiro, 1900-1934). Figura, 1927. Óleo sobre tela, 105 x 69,2 cm.

A coleção do MAC é de singular importância no contexto nacional e internacional e oferece uma experiência significativa do que foi e é a arte do início do século XX até os dias de hoje. São mais de oito mil obras – entre pinturas, esculturas, desenhos, gravuras, fotografias, objetos e trabalhos conceituais – de artistas exponenciais, brasileiros e estrangeiros, capazes de ilustrar todos os principais movimentos artísticos dos últimos cem anos. Recentemente, o MAC recebeu, por determinação judicial, a guarda e a administração provisória de 1478 obras da coleção do Banco Santos, que abrange um significativo conjunto de fotografias contemporâneas, vindo cobrir uma lacuna no acervo da instituição.

#### Arte moderna
Evidencia-se, na coleção, a existência de um núcleo sólido e abrangente referente ao desenvolvimento da arte moderna. Cronologicamente, a obra mais antiga do acervo é Paisagem (1906) de Giacomo Balla, expoente do Futurismo italiano, ainda influenciado pelas técnicas divisionistas. Umberto Boccioni é o autor de Formas Únicas da Continuidade no Espaço, uma de suas obras-primas absolutas. Mario Sironi completa o núcleo futurista.
No inventário de preciosidades do MAC, Pablo Picasso assina a tela Figuras, que se desdobra em dois perfis, Max Bill lança as bases do Concretismo na obra Unidade Tripartida e Marino Marini dá uma mostra de seu estilo inventivo com Grande Cavalo. Modigliani assina um dos ícones máximos da coleção. Seu Auto-Retrato, o único realizado pelo artista, é uma de suas últimas obras e expõe as influências da Arte Africana e do Expressionismo. Dentro deste movimento, encontram-se obras de Paul Klee, Constant Permeke, Käthe Kollwitz e Karl Schmidt-Rottluff. Da corrente fovista, há exemplares de Matisse e Raoul Dufy. O movimento cubista se faz presente nas obras de Albert Gleizes, Georges Braque, Jean Metzinger, Henri Laurens e Roger Chastel.
O Abstracionismo encontra-se fartamente representado na coleção, em diferentes correntes e tendências. Kandinsky é um dos principais destaques, com a obra Composição Clara, de 1942. Outros importantes expoentes dessa corrente presentes no acervo são Francis Picabia, Fernand Léger, Roger Bissière, Arthur Garfield Dove, Alexander Calder, Alberto Magnelli, Cesar Domela, Hans Hartung e Barbara Hepworth. Na corrente geométrica, os destaques são Josef Albers e Sophie Taeuber-Arp, enquanto Serge Poliakoff, Alfred Manessier, Kurt Schwitters e Giuseppe Santomaso evidenciam a tendência lírica. O Construtivismo se faz presente com Figura Reclinada de Henry Moore e Gesto Cósmico de Willi Baumeister, ao passo que a obra Conceito Espacial de Lucio Fontana permite vislumbrar aspectos da tendência chamada Especialismo.[carece de fontes?]
Opondo-se às renovações conceituais abstracionistas, encontram-se os representantes do chamado Novecento Italiano, como Carlo Carrà, Felice Casorati, Giorgio Morandi, Ottone Rosai e Massimo Campigli. Adeptos do Figurativismo, Ben Shahn e Rufino Tamayo exemplificam a arte engajada e o realismo fantástico, respectivamente. A pintura metafísica de Giorgio de Chirico (O Enigma de um Dia), Giuseppe Capogrossi e Atanasio Soldati, bem como as composições dadaístas de Jean Arp e Georg Grosz, lançam as bases para a ascensão do Surrealismo, magistralmente representado nas obras Primavera, de Marc Chagall, Quadro para Jovens, de Max Ernst e Personagem atirando pedra num pássaro, de Miró, e em outras composições de Wilfredo Lam, Germaine Richier e Roberto Matta. O surrealismo poético do Grupo CoBra tem em Karel Appel e Pierre Alechinsky seus principais representantes.[carece de fontes?]
A coleção de arte moderna brasileira do MAC é das mais emblemáticas, traduzindo várias estéticas e fases. Importantes nomes dos primórdios do modernismo estão representados por obras de inconteste relevância no cenário artístico nacional. É o caso de A Boba e de Torso/Ritmo, obras de Anita Malfatti expostas em 1917, considerados o clímax de sua produção expressionista. O mesmo ocorre com Tarsila do Amaral, de quem o museu possui várias obras-primas, como as telas A Negra, E.F.C.B e Floresta. O MAC possui ainda trabalhos de grande peso de outros artistas presentes na Semana de Arte Moderna de 1922, como Lasar Segall, Di Cavalcanti, Victor Brecheret, Vicente do Rego Monteiro e John Graz, e de outros tantos que se incorporariam ao movimento ainda na década de 1920, como Ismael Nery, Cícero Dias e Oswaldo Goeldi.[carece de fontes?]
A vanguarda artística da década de 1930 também se encontra amplamente documentada na instituição, com vários trabalhos de Flávio de Carvalho (série Minha Mãe Morrendo), Cândido Portinari (Retrato de Paulo Rossi Osir), Antonio Gomide, Lívio Abramo, Clóvis Graciano, Aldo Bonadei, Francisco Rebolo, Mário Zanini, Alfredo Volpi e Manoel Martins. Reagindo à predominância da temática social imposta por Portinari e Graciano, encontram-se os integrantes do Núcleo Bernardelli, aqui representado por José Pancetti e Milton Dacosta. Fora do eixo Rio-São Paulo, destacam-se as obras de Alberto da Veiga Guignard e Maria Martins. No campo das artes gráficas, destacam-se Edith Behring e Renina Katz.

#### Arte contemporânea

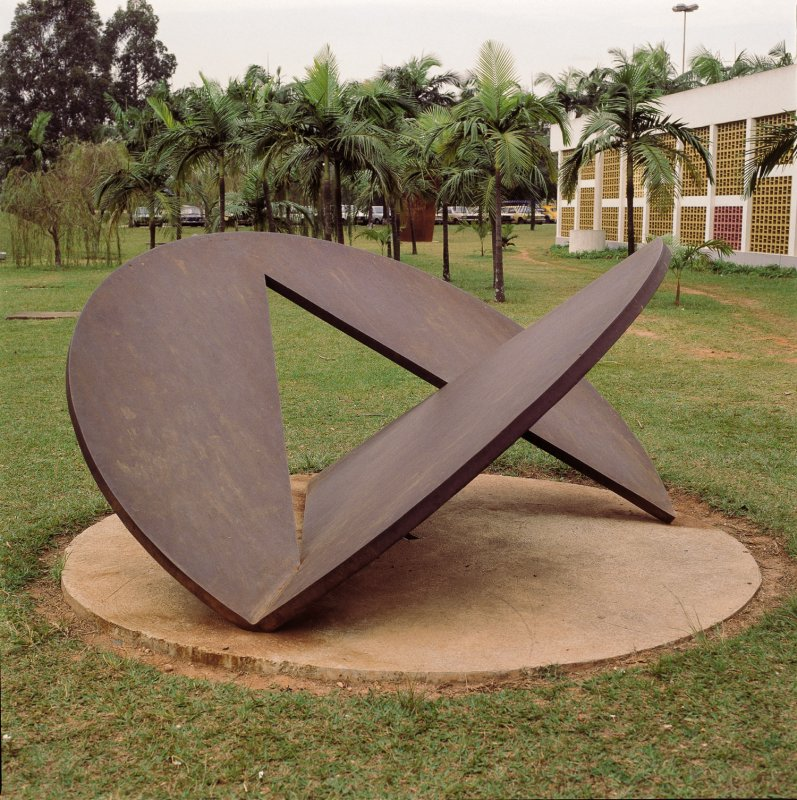
Amílcar de Castro (brasileiro, 1920-2002). Sem Título, 1985. Aço, 110,0 x 250,0 x 250,0 cm.

O período do pós-guerra torna-se um terreno fértil para o surgimento de novas experiências estilísticas e para a reconfiguração dos temas e objetos de análise no campo das artes visuais. A diversificação e a profusão de estilos e valores levam à incorporação de questionamentos bastante diversos das rupturas propostas pelos movimentos de vanguarda do período anterior. Esta tendência, iniciada na década de 1950, torna-se mais evidente já no decênio seguinte. O abstracionismo mantém sua relevância como corrente estilística na arte contemporânea. Entre seus representantes, destacam-se, no acervo do MAC, Pierre Soulages, Luciano Minguzzi, Simon Beneton, Alfred Leslie e Jean Otth. A produção surrealista pós-moderna se faz presente nas obras de Joan Ponç, Eduardo Paolozzi, Alan Davie e, sobretudo, Antoni Tàpies (Ásia, 1951).[carece de fontes?]
A pintura pós-abstrata tem em Frank Stella um de seus principais teóricos, presente na coleção com o grande painel The Foundling n#6. Representando o figurativismo pós-moderno, Arthur Osver se ocupará das críticas ao mundo contemporâneo. Victor Vasarely, historicamente ligado ao abstracionismo geométrico, faz as primeiras incursões sobre a Op Art (Chillan, 1951). Emilio Vedova, único nome italiano da Action Painting, também marca presença na coleção (Protesto dos Condenados de Sevilha). A sociedade de consumo e o cotidiano são temas que irão permear as obras de Claes Oldenburg, Robert Rauschenberg e Modest Cuixart, representantes da pop art.[carece de fontes?]
A exploração de suportes diferenciados e a reestruturação do próprio conceito de arte levam os artistas contemporâneos a uma permanente experimentação de novas formulas estéticas. César Baldaccini dá continuidade aos estudos de ready made iniciados com o Dadaísmo na obra Expansão Controlada, e Jean Tinguely irá imprimir na sua produção os conceitos recém-formulados da Arte Cinética. O casal Christo e Jeanne-Claude segue as tendências do novo realismo. Performances, instalações e a arte multimídia também ganham representatividade por meia das obras de David Salle, Krzysztof Wodiczko, Chihiro Shimotani e Susumu Endo. Kenny Scharf destaca-se ao alçar o grafite à condição de arte (Cidade Grande). Merecem destaque ainda Sofu Teshigahara, com esculturas inspiradas na arte japonesa da ikebana; Antonio Segui, com obras figurativas de carga fortemente expressionista; os escultores León Ferrari e Eduardo Diaz Yepes; além de Joseph Beuys, Ricardo Martinez, Eduardo Villamizar, Roman Opalka, Nelson Ramos, Heiner Kielholz, Felipe Ehrenberg e Luiz Fernando Peláez.
Como decorrência da II Guerra Mundial, também no Brasil observa-se uma crescente internacionalização das tendências artísticas. O figurativismo e a temática regional, que haviam marcado a produção das décadas anteriores, abrem espaço para as tendências contemporâneas. Desta fase, destacam-se as obras dos abstracionistas Samson Flexor, Luiz Sacilotto, Hermelindo Fiaminghi, Waldemar Cordeiro, Willys de Castro, Hércules Barsotti e Lothar Charoux e dos neoconcretos Lygia Clark, Hélio Oiticica, Franz Weissmann e Amílcar de Castro.[carece de fontes?]

A partir da V Bienal de São Paulo (1959), as tendências abstracionistas e neoconcretas passam a dividir o espaço artístico nacional com o tachismo, uma diluição do expressionismo abstrato norte-americano. Desta corrente, o MAC possui obras relevantes de Manabu Mabe (Equador nº 2), Tikashi Fukushima e Flávio Shiró. Dentre os grandes expoentes das artes gráficas no período, destacam-se Anna Letycia e Marcelo Grassmann.

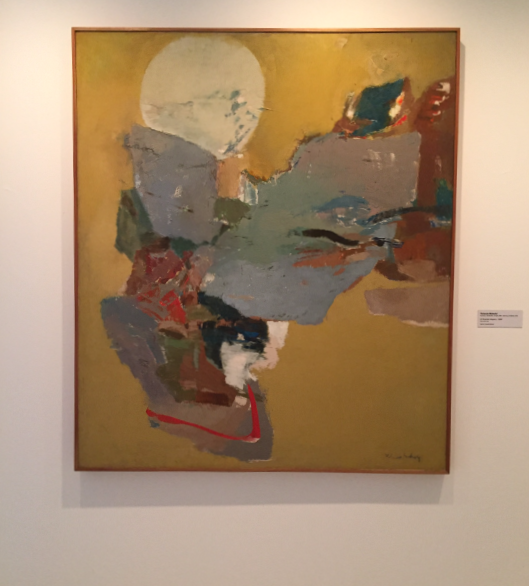
Reserva em obras

Na década de 1960, ao lado de tendências já estabelecidas, como o expressionismo abstrato e o concretismo – expressos no acervo do museu pelas obras de Iberê Camargo, Maria Leontina, Yolanda Mohalyi, Tomie Ohtake e Arcângelo Ianelli –, florescem outras correntes que buscam romper com as características convencionais da pintura de cavalete, como a Nova Objetividade (fortemente influenciada pela pop art norte-americana), dando origem aos happenings e assemblages. Dentro desse movimento, há várias obras de Nelson Leirner, Geraldo de Barros, Artur Barrio, Antônio Dias, José Roberto Aguilar, Cláudio Tozzi, Wesley Duke Lee, Cildo Meireles, Antonio Henrique Amaral, Tomoshige Kusuno e Anna Bella Geiger.
Na década seguinte, a arte brasileira radicalizaria as pesquisas em busca da liberdade expressiva e do tratamento de temas específicos do mundo contemporâneo. Em consequência disso, surgiria a arte conceitual, caracterizada pela realização de instalações, performances e videoarte. Destacam-se no período Luiz Alphonsus, Mario Cravo Neto, Iole de Freitas, Julio Plaza e Isidoro Válcarcel Medina. Paralelamente, firmam-se no cenário nacional artistas que, mesmo operando com suportes tradicionais, radicalizam o sentido contemporâneo da obra e do fazer artístico, como José Resende, Carlos Fajardo, Waltércio Caldas, Luiz Paulo Baravelli, Mira Schendel, Ivald Granato.[carece de fontes?]
A partir da década de 1980, com o processo de restauração democrática no Brasil, inicia-se uma produção de caráter híbrido, trabalhando com elementos herdados da tradição moderna e aquisições obtidas através das pesquisas de linguagem. Destacam-se Jorge Guinle Filho, Daniel Senise, Ângelo Venosa, José Leonilson, Leda Catunda, Nuno Ramos, Carlito Carvalhosa e Marco Gianotti.[carece de fontes?]

#### Biblioteca Lourival Gomes Machado
A Biblioteca do Museu de Arte Contemporânea da USP, fundada juntamente com o museu, recebeu, em sua criação, doado pela USP, o acervo de livros que pertencera ao pintor Paulo Rossi Osir. Em 1969, o Conselho Administrativo decidiu que a biblioteca teria o nome de Lourival Gomes Machado, homenageando um dos primeiros professores a ministrar cursos de História da Arte na USP. Em 1971, a então Biblioteca Lourival Gomes Machado foi cadastrada no Conselho Regional de Biblioteconomia – CRB/SP e em 1973 obteve cadastro no Instituto Nacional do Livro. Possui um acervo de aproximadamente 60.000 volumes entre livros, catálogos de exposições, periódicos, pastas de artistas, slides, vídeos e cartazes – abrangendo temas como artes plásticas, arquitetura, design, museologia, conservação, restauração, etc.[carece de fontes?]

## Exposições

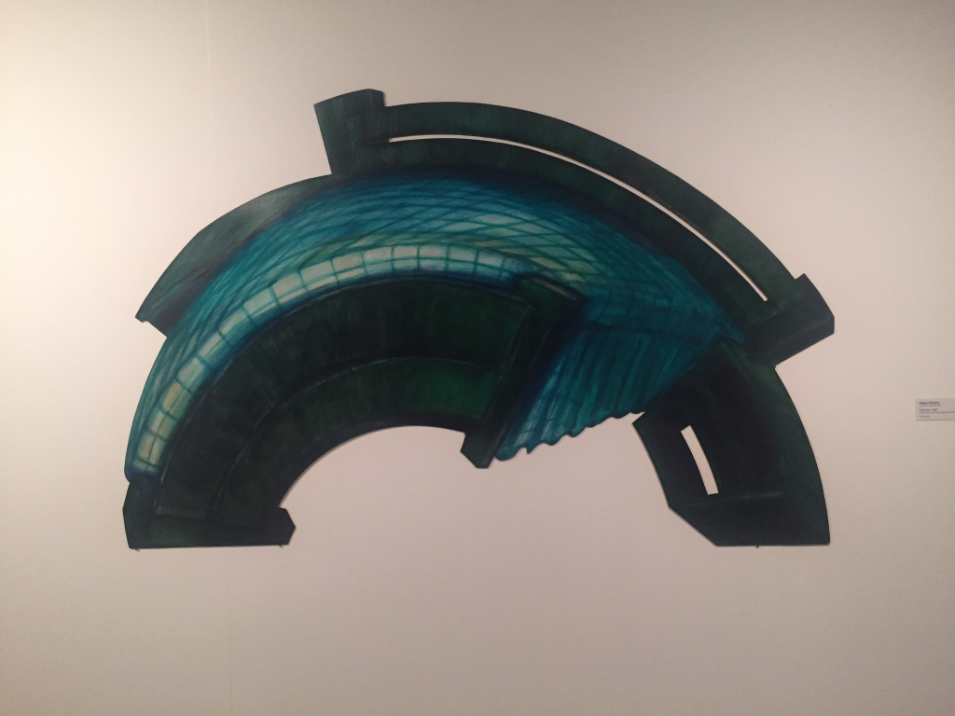
Visões da Arte no acervo do MAC USP 1950-2000

### Visões da Arte no Acervo do MAC USP 1900 - 2000
Em uma sede nova, o MAC USP apresenta a exposição "Visões da arte no acervo do MAC USP 1900-2000". A partir disso, o museu vai passar a ampliar, consideravelmente, o número de obras em suas exposição de longa duração.
Essa mostra conta com mais de 160 obras, e são consideradas as mais expressivas do acervo que o Museu abriga. Se localiza no 7º andar com peças da primeira metade do século XX e se expande até o 6º andar com obras da segunda metade do século XX. Deste modo o visitante tem a oportunidade de desfrutar dos últimos cento e poucos anos da história da arte de acordo com a curadoria das docentes Ana Magalhães, Helouise Costa e Carmen Aranha (todas curadoras do MAC USP). Esta exposição tem como objetivo apresentar as obras em conjuntos definidos pelas principais escolas e movimentos artísticos deste período, dando destaque às suas crises e rupturas.

### Monumentos Temporários

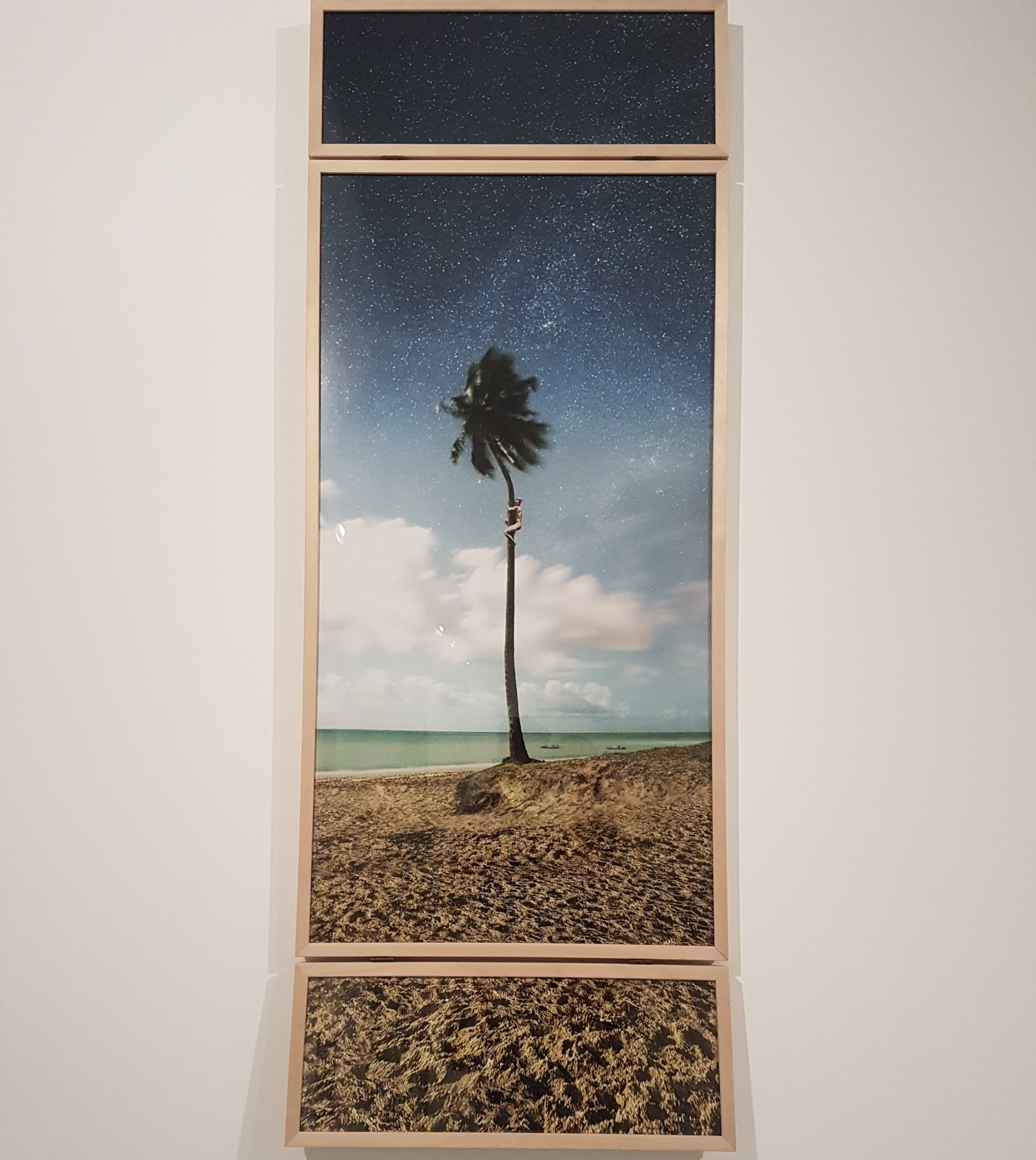
Fyodor Pavlov-Andreevich Monumentos Temporários

Essa mostra está exposta desde 1 de Abril de 2017 e vai até 13 de Agosto de 2017. Fyodor Pavlov-Andreevich, nasceu na Rússia e vive entre Moscou, Londres e São Paulo. Nessa exposição o artista tenta passar sua visão do mundo.
Ele aborda a escravidão em suas diversas formas por meio de sete atuações que fez entre 2014 e 2017. Essas ações formam aquilo que ele denomina de "monumentos temporários". Os monumentos de Fyodor não são para celebração, pelo contrário, nos lançam de frente a sete situações de flagelo que trazem o passado e o presente da história do Brasil misturados.

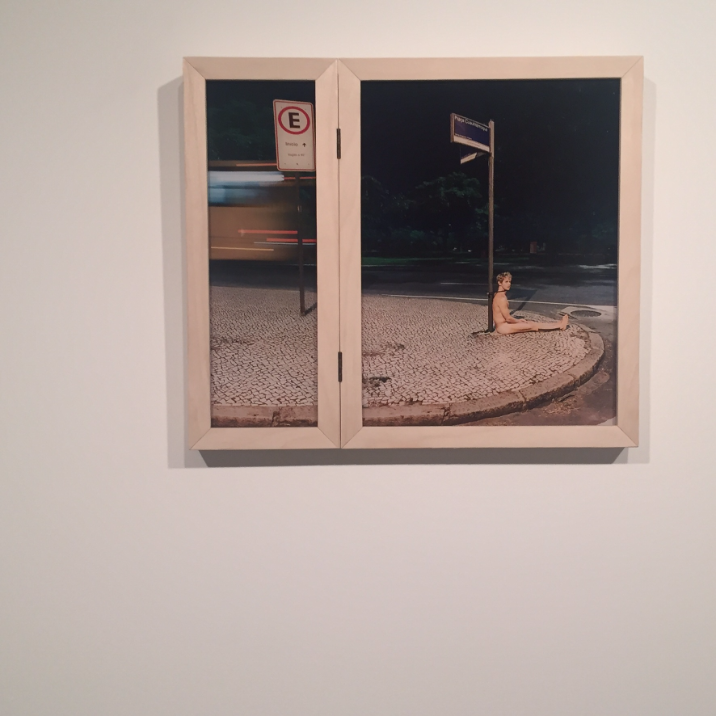
O Cadeado